# Harding (Wisconsin)
Harding – miasto w Stanach Zjednoczonych, w stanie Wisconsin, w hrabstwie Lincoln.